# Dermestes aurichalceus
Dermestes aurichalceus là một loài bọ cánh cứng trong họ Dermestidae. Loài này được Küster miêu tả khoa học năm 1846.